# Lijst van gemeentelijke monumenten in Oude IJsselstreek
De gemeente Oude IJsselstreek kent 257 gemeentelijke monumenten, hieronder een (incompleet) overzicht. 

## Bontebrug
De plaats Bontebrug kent 2 gemeentelijke monumenten:
| Object                      | Bouwjaar                              | Architect       | Locatie       | Coördinaten                   | Nr.    | Afbeelding                  |
| --------------------------- | ------------------------------------- | --------------- | ------------- | ----------------------------- | ------ | --------------------------- |
| Gereformeerde Bontebrugkerk | Zaalkerk uit 1949 met toren uit 1952. | E.J. Rotshuizen | Bontebrug 84  | 51° 53' 38" NB, 6° 23' 45" OL | 1509/1 | Gereformeerde Bontebrugkerk |
| Voormalig café en winkel    |                                       |                 | Bontebrug 106 | 51° 53' 39" NB, 6° 23' 36" OL | 1509/2 | Voormalig café en winkel    |

## Breedenbroek
De plaats Breedenbroek kent 19 gemeentelijke monumenten:
| Object                                                             | Bouwjaar                      | Architect  | Locatie            | Coördinaten                   | Nr.     | Afbeelding                                                         |
| ------------------------------------------------------------------ | ----------------------------- | ---------- | ------------------ | ----------------------------- | ------- | ------------------------------------------------------------------ |
| Boerderij                                                          |                               |            | Aaltenseweg 2      | 51° 54' 12" NB, 6° 28' 26" OL | 1509/3  | Boerderij                                                          |
| Boerderij                                                          |                               |            | Aaltenseweg 5      | 51° 54' 6" NB, 6° 28' 13" OL  | 1509/4  | Boerderij                                                          |
| Boerderij                                                          |                               |            | Brokkenstraat 2    | 51° 52' 60" NB, 6° 26' 57" OL | 1509/5  | Boerderij                                                          |
| Boerderij                                                          |                               |            | Brokkenstraat 6/6a | 51° 52' 51" NB, 6° 26' 47" OL | 1509/6  | Boerderij                                                          |
| Trafohuisje                                                        |                               |            | Den Dam bij 17     | 51° 53' 1" NB, 6° 28' 3" OL   | 1509/6a | Trafohuisje                                                        |
| Boerderij                                                          |                               |            | Den Dam 27         | 51° 52' 50" NB, 6° 28' 6" OL  | 1509/7  | Boerderij                                                          |
| Boerderij                                                          |                               |            | Duitshofweg 2      | 51° 53' 39" NB, 6° 26' 23" OL | 1509/8  | Boerderij                                                          |
| Boerderij                                                          |                               |            | Iemenhorst 3       | 51° 53' 34" NB, 6° 28' 35" OL | 1509/9  | Boerderij                                                          |
| Boerderij                                                          |                               |            | Luimesweg 18       | 51° 53' 29" NB, 6° 26' 55" OL | 1509/10 | Boerderij                                                          |
| Voormalige maalderij                                               |                               |            | Molenweg 21        | 51° 53' 48" NB, 6° 27' 15" OL | 1509/11 | Voormalige maalderij                                               |
| Bijgebouwen bij De Kempermolen                                     |                               |            | Molenweg 23        | 51° 53' 47" NB, 6° 27' 14" OL | 1509/12 | Bijgebouwen bij De Kempermolen                                     |
| Boerderij                                                          |                               |            | Prinsenstraat 1    | 51° 52' 56" NB, 6° 27' 29" OL | 1509/13 | Boerderij                                                          |
| Boerderij                                                          |                               |            | Prinsenstraat 8    | 51° 52' 58" NB, 6° 27' 35" OL | 1509/14 | Boerderij                                                          |
| Boerderij                                                          |                               |            | Prinsenstraat 12   | 51° 53' 0" NB, 6° 27' 26" OL  | 1509/15 | Boerderij                                                          |
| Boerderij                                                          |                               |            | Prinsenstraat 14   | 51° 53' 6" NB, 6° 27' 21" OL  | 1509/16 | Boerderij                                                          |
| Voormalige boerderij                                               |                               |            | Terborgseweg 12a   | 51° 53' 4" NB, 6° 26' 37" OL  | 1509/17 | Upload foto                                                        |
| Boerderij/café                                                     |                               |            | Terborgseweg 28    | 51° 52' 29" NB, 6° 28' 9" OL  | 1509/18 | Boerderij/café                                                     |
| R.K. Sint-Petrus en Pauluskerk, sinds 2023 Cultuurkerk De Toekomst | Kerk: 1854-'55 Pastorie: 1855 | A. te Wiel | Terborgseweg 30-34 | 51° 52' 28" NB, 6° 28' 13" OL | 1509/19 | R.K. Sint-Petrus en Pauluskerk, sinds 2023 Cultuurkerk De Toekomst |
| Boerderij                                                          |                               |            | Weidenhoek 3       | 51° 52' 47" NB, 6° 28' 48" OL | 1509/20 | Boerderij                                                          |

## Etten
De plaats Etten kent 13 gemeentelijke monumenten:
| Object                                            | Bouwjaar | Architect | Locatie             | Coördinaten                   | Nr.     | Afbeelding                                        |
| ------------------------------------------------- | -------- | --------- | ------------------- | ----------------------------- | ------- | ------------------------------------------------- |
| (Voormalig) klooster met tuinmanswoning en schuur |          |           | Dorpsstraat 1 en 1p | 51° 55' 1" NB, 6° 20' 12" OL  | 1509/21 | (Voormalig) klooster met tuinmanswoning en schuur |
| Voormalig schoolgebouw de Wielder                 |          |           | Dorpsstraat 3       | 51° 55' 1" NB, 6° 20' 15" OL  | 1509/22 | Voormalig schoolgebouw de Wielder                 |
| Woonhuis                                          |          |           | Dorpsstraat 27      | 51° 54' 57" NB, 6° 20' 26" OL | 1509/23 | Woonhuis                                          |
| Woonhuis                                          |          |           | Klompendijk 2       | 51° 54' 54" NB, 6° 20' 28" OL | 1509/24 | Woonhuis                                          |
| Funderingsresten molen                            |          |           | Molenstraat 18-20   | 51° 55' 6" NB, 6° 19' 60" OL  | 1509/25 | Upload foto                                       |
| Woonhuis                                          |          |           | Oudekerkstraat 6    | 51° 54' 58" NB, 6° 20' 29" OL | 1509/26 | Woonhuis                                          |
| Woonhuis                                          |          |           | Oudekerkstraat 8    | 51° 54' 58" NB, 6° 20' 28" OL | 1509/27 | Woonhuis                                          |
| Woonhuis                                          |          |           | Oudekerkstraat 10   | 51° 54' 57" NB, 6° 20' 28" OL | 1509/28 | Woonhuis                                          |
| Voormalige boerderij                              |          |           | Palmlaan 1          | 51° 54' 54" NB, 6° 20' 14" OL | 1509/29 | Voormalige boerderij                              |
| Boerderij                                         |          |           | Rafelderseweg 7     | 51° 54' 17" NB, 6° 19' 43" OL | 1509/30 | Boerderij                                         |
| Voormalige schoolmeesterwoning                    |          |           | St. Lidwinastraat 2 | 51° 54' 59" NB, 6° 20' 11" OL | 1509/31 | Voormalige schoolmeesterwoning                    |
| Boerderijwoning                                   |          |           | Warmseweg 3a        | 51° 55' 42" NB, 6° 18' 12" OL | 1509/32 | Boerderijwoning                                   |
| Voormalige woning                                 |          |           | Warmseweg 22        | 51° 54' 50" NB, 6° 19' 20" OL | 1509/33 | Voormalige woning                                 |

## Gendringen
De plaats Gendringen kent 40 gemeentelijke monumenten. Zie de lijst van gemeentelijke monumenten in Gendringen

## Heelweg
De plaats Heelweg kent 5 gemeentelijke monumenten:
| Object                          | Bouwjaar | Architect | Locatie             | Coördinaten                   | Nr.     | Afbeelding                      |
| ------------------------------- | -------- | --------- | ------------------- | ----------------------------- | ------- | ------------------------------- |
| Boerderij                       |          |           | Gruttersweg 4       | 51° 57' 2" NB, 6° 30' 37" OL  | 1509/76 | Boerderij                       |
| Vml. Smederij, winkel, woonhuis |          |           | Hoge Weg 43,45      | 51° 58' 16" NB, 6° 27' 56" OL | 1509/77 | Vml. Smederij, winkel, woonhuis |
| Boerderij Zweerink              |          |           | Twente Route 10     | 51° 57' 51" NB, 6° 29' 42" OL | 1509/78 | Boerderij Zweerink              |
| Boerderij                       |          |           | Van den Bergsdijk 5 | 51° 56' 53" NB, 6° 29' 5" OL  | 1509/79 | Boerderij                       |
| Boerderij Bievink               |          |           | Veenweg 52          | 51° 57' 22" NB, 6° 30' 40" OL | 1509/80 | Boerderij Bievink               |

## Megchelen
De plaats Megchelen kent 10 gemeentelijke monumenten:
| Object               | Bouwjaar | Architect | Locatie                                   | Coördinaten                   | Nr.     | Afbeelding           |
| -------------------- | -------- | --------- | ----------------------------------------- | ----------------------------- | ------- | -------------------- |
| Boerderij            |          |           | Beuningstraat 4                           | 51° 50' 26" NB, 6° 23' 6" OL  | 1509/81 | Boerderij            |
| Boerderij            |          |           | Hollandseweg 12a (voorheen Gildestraat 8) | 51° 50' 14" NB, 6° 23' 34" OL | 1509/82 | Boerderij            |
| Boerderij            |          |           | Jonkerstraat 16                           | 51° 50' 60" NB, 6° 21' 15" OL | 1509/83 | Boerderij            |
| Woonhuis             |          |           | Julianaweg 33                             | 51° 50' 31" NB, 6° 23' 23" OL | 1509/85 | Woonhuis             |
| Boerderij            |          |           | Kapelweg 4                                | 51° 50' 15" NB, 6° 23' 36" OL | 1509/86 | Boerderij            |
| Boerderij            |          |           | Meetkamp 4                                | 51° 50' 18" NB, 6° 22' 0" OL  | 1509/87 | Boerderij            |
| Boerderij            |          |           | Nieuweweg 14                              | 51° 50' 33" NB, 6° 22' 46" OL | 1509/88 | Boerderij            |
| Boerderij            |          |           | Nieuweweg 9                               | 51° 50' 20" NB, 6° 23' 9" OL  | 1509/89 | Boerderij            |
| Voormalige maalderij |          |           | Oude Postweg 4                            | 51° 50' 16" NB, 6° 23' 31" OL | 1509/90 | Voormalige maalderij |
| Boerderij            |          |           | Uilenweg 3                                | 51° 50' 57" NB, 6° 23' 10" OL | 1509/91 | Boerderij            |

## Netterden
De plaats Netterden kent 18 gemeentelijke monumenten:
| Object                           | Bouwjaar | Architect | Locatie                                    | Coördinaten                   | Nr.       | Afbeelding                       |
| -------------------------------- | -------- | --------- | ------------------------------------------ | ----------------------------- | --------- | -------------------------------- |
| Boerderij                        |          |           | Acacialaan 25                              | 51° 51' 14" NB, 6° 18' 55" OL | 1509/92   | Boerderij                        |
| Woonhuis                         |          |           | Acacialaan 9                               | 51° 51' 21" NB, 6° 18' 54" OL | 1509/93   | Woonhuis                         |
| Voormalig schoolgebouw           |          |           | Emmerikseweg 2 (voorheen Papenkampseweg 1) |                               | 1509/94   | Voormalig schoolgebouw           |
| Boerderij                        |          |           | Emmerikseweg 26                            | 51° 51' 7" NB, 6° 18' 19" OL  | 1509/95   | Boerderij                        |
| Boerderij                        |          |           | Emmerikseweg 35                            | 51° 51' 13" NB, 6° 18' 38" OL | 1509/96   | Boerderij                        |
| Boerderij                        |          |           | Emmerikseweg 37                            | 51° 51' 12" NB, 6° 18' 38" OL | 1509/97   | Boerderij                        |
| Boerderij                        |          |           | Emmerikseweg 41                            | 51° 51' 4" NB, 6° 18' 37" OL  | 1509/98   | Boerderij                        |
| Schoolgebouw                     |          |           | Emmerikseweg 4                             | 51° 51' 17" NB, 6° 18' 43" OL | 1509/99   | Schoolgebouw                     |
| Brandspuithuisje                 |          |           | hoek Netterdensestraat/Woldenburgseweg     |                               | 1509/100  | Brandspuithuisje                 |
| Boerderij                        |          |           | Jonkerstraat 11                            | 51° 51' 10" NB, 6° 18' 59" OL | 1509/101  | Boerderij                        |
| Boerderij                        |          |           | Jonkerstraat 13                            | 51° 51' 10" NB, 6° 19' 0" OL  | 1509/102  | Boerderij                        |
| Trafohuisje                      |          |           | Papenkampseweg                             | 51° 51' 43" NB, 6° 18' 25" OL | 1509/102a | Trafohuisje                      |
| Boerderij                        |          |           | Papenkampseweg 7                           | 51° 51' 22" NB, 6° 18' 42" OL | 1509/103  | Boerderij                        |
| Boerderij                        |          |           | Revenseweg 2                               | 51° 51' 31" NB, 6° 18' 36" OL | 1509/104  | Boerderij                        |
| Hekwerk, barenhuisje en ommuring |          |           | Walburgisplein 1                           | 51° 51' 24" NB, 6° 18' 44" OL | 1509/105  | Hekwerk, barenhuisje en ommuring |
| Schoolmeesterswoning             |          |           | Walburgisplein 2                           | 51° 51' 23" NB, 6° 18' 45" OL | 1509/106  | Schoolmeesterswoning             |
| Smeedijzeren hekwerk             |          |           | Walburgisplein 4 (pastorie)                | 51° 51' 22" NB, 6° 18' 50" OL | 1509/107  | Smeedijzeren hekwerk             |
| Verenigingsgebouw                |          |           | Woldenburgseweg 1                          | 51° 51' 25" NB, 6° 18' 50" OL | 1509/108  | Verenigingsgebouw                |

## Silvolde
De plaats Silvolde kent 11 gemeentelijke monumenten:
| Object                    | Bouwjaar | Architect | Locatie                 | Coördinaten                   | Nr.       | Afbeelding                |
| ------------------------- | -------- | --------- | ----------------------- | ----------------------------- | --------- | ------------------------- |
| Boerderij Broens-Verholte |          |           | Heidedijk 5             | 51° 55' 9" NB, 6° 24' 55" OL  | 1509/109  | Boerderij Broens-Verholte |
| Boerderij Kemper/Pothof   |          |           | Kapelweg 3              | 51° 54' 42" NB, 6° 24' 43" OL | 1509/110  | Boerderij Kemper/Pothof   |
| Pastorie                  |          |           | Kerkenstraat 4          | 51° 54' 38" NB, 6° 22' 54" OL | 1509/111  | Pastorie                  |
| Kleuterschool             |          |           | Kerkenstraat 5          | 51° 54' 37" NB, 6° 22' 53" OL | 1509/112  | Kleuterschool             |
| Café 't Centrum           |          |           | Prins Bernhardstraat 1  | 51° 54' 40" NB, 6° 22' 53" OL | 1509/113  | Café 't Centrum           |
| Hoofdonderwijzerswoning   |          |           | Prins Bernhardstraat 31 | 51° 54' 41" NB, 6° 23' 6" OL  | 1509/114  | Hoofdonderwijzerswoning   |
| Trafohuisje               |          |           | Terborgseweg            | 51° 55' 0" NB, 6° 22' 30" OL  | 1509/114a | Trafohuisje               |
| Villa Maria               |          |           | Terborgseweg 21         | 51° 54' 47" NB, 6° 22' 48" OL | 1509/115  | Villa Maria               |
| Villa                     |          |           | Terborgseweg 37         | 51° 54' 52" NB, 6° 22' 41" OL | 1509/116  | Villa                     |
| Reijrinks molen           |          |           | Terborgsewerg 66        | 51° 55' 2" NB, 6° 22' 29" OL  | 1509/117  | Meer afbeeldingen         |
| Woning Vredenburgh        |          |           | Ulftseweg 38            | 51° 54' 33" NB, 6° 22' 53" OL | 1509/118  | Woning Vredenburgh        |

## Sinderen
De plaats Sinderen kent 9 gemeentelijke monumenten:
| Object                    | Bouwjaar | Architect | Locatie           | Coördinaten                   | Nr.      | Afbeelding               |
| ------------------------- | -------- | --------- | ----------------- | ----------------------------- | -------- | ------------------------ |
| Boerderij de Boskapel     |          |           | Boskapelle 3      | 51° 54' 34" NB, 6° 27' 20" OL | 1509/119 | Boerderij de Boskapel    |
| Boerderij Idink           |          |           | Idinkweg 15       | 51° 55' 17" NB, 6° 26' 1" OL  | 1509/121 | Boerderij Idink          |
| Boerderij de Wildenbeest  |          |           | Kapelweg 13       | 51° 54' 34" NB, 6° 26' 35" OL | 1509/122 | Boerderij de Wildenbeest |
| Diensthuis oude spoorlijn |          |           | Kapelweg 25       | 51° 54' 16" NB, 6° 27' 30" OL | 1509/123 | Meer afbeeldingen        |
| Timmermanswoning          |          |           | Rabelingstraat 17 | 51° 55' 41" NB, 6° 24' 30" OL | 1509/124 | Timmermanswoning         |
| Vml. Pastorie             |          |           | Sinderenseweg 59  | 51° 55' 23" NB, 6° 28' 6" OL  | 1509/125 | Vml. Pastorie            |
| Keurhorsterkerk           |          |           | Sinderenseweg 61  | 51° 55' 21" NB, 6° 28' 7" OL  | 1509/126 | Keurhorsterkerk          |
| Boerderij de Venneman     |          |           | Wissinklaan 8     | 51° 55' 4" NB, 6° 27' 35" OL  | 1509/127 | Boerderij de Venneman    |
| Boerderij 't Wissink      |          |           | Wissinklaan 16    | 51° 54' 51" NB, 6° 26' 56" OL | 1509/128 | Boerderij 't Wissink     |

## Terborg
De plaats Terborg kent 26 gemeentelijke monumenten. Zie de lijst van gemeentelijke monumenten in Terborg.

## Ulft
De plaats Ulft kent 36 gemeentelijke monumenten. Zie de lijst van gemeentelijke monumenten in Ulft.

## Varsselder
De plaats Varsselder kent 6 gemeentelijke monumenten:
| Object                                     | Bouwjaar | Architect       | Locatie              | Coördinaten                   | Nr.       | Afbeelding                                 |
| ------------------------------------------ | -------- | --------------- | -------------------- | ----------------------------- | --------- | ------------------------------------------ |
| Boerderij                                  |          |                 | Brinkweg 3           | 51° 53' 31" NB, 6° 21' 25" OL | 1509/191  | Boerderij                                  |
| Woonhuis/boerderij                         |          |                 | Elsterweg 3a         | 51° 53' 5" NB, 6° 20' 42" OL  | 1509/191a | Woonhuis/boerderij                         |
| Woonhuis / boerderij                       |          |                 | Hesterweg 9          | 51° 53' 29" NB, 6° 21' 19" OL | 1509/192  | Woonhuis / boerderij                       |
| R.K. Martelaren-van-Gorcumkerk en pastorie | 1927     | Wolter te Riele | Hoofdstraat 31 en 33 | 51° 53' 14" NB, 6° 21' 30" OL | 1509/193  | R.K. Martelaren-van-Gorcumkerk en pastorie |
| Woonhuis                                   |          |                 | Hoofdstraat 4        | 51° 52' 59" NB, 6° 20' 41" OL | 1509/194  | Woonhuis                                   |
| Boerderij met bijgebouwen                  |          |                 | Vicarisweg 35        | 51° 53' 11" NB, 6° 21' 52" OL | 1509/195  | Boerderij met bijgebouwen                  |

## Varsseveld
De plaats Varsseveld kent 13 gemeentelijke monumenten:
| Object                                     | Bouwjaar | Architect | Locatie                      | Coördinaten                   | Nr.       | Afbeelding                                 |
| ------------------------------------------ | -------- | --------- | ---------------------------- | ----------------------------- | --------- | ------------------------------------------ |
| Zij- en voor- topgevels van het winkelpand |          |           | Dames Jolinkweg 9            | 51° 56' 34" NB, 6° 27' 52" OL | 1509/196  | Zij- en voor- topgevels van het winkelpand |
| NPB kerk De Eendracht                      | 1928     |           | Doetinchemseweg 5            | 51° 56' 38" NB, 6° 27' 39" OL | 1509/197  | NPB kerk De Eendracht                      |
| Winkel/woonhuis                            |          |           | Doetinchemseweg 8            | 51° 56' 39" NB, 6° 27' 40" OL | 1509/198  | Winkel/woonhuis                            |
| Woonhuizen                                 |          |           | Eikenlaan 2/ Hiddinkdijk 1-3 | 51° 56' 45" NB, 6° 27' 55" OL | 1509/199  | Woonhuizen                                 |
| Trafohuisje                                |          |           | Giezenveld 20/24             | 51° 56' 58" NB, 6° 26' 18" OL | 1509/199a | Trafohuisje                                |
| Gemeentehuis                               |          |           | Kerkplein 7                  | 51° 56' 36" NB, 6° 27' 51" OL | 1509/200  | Gemeentehuis                               |
| Olde Wehme                                 |          |           | Lichtenvoordseweg 21         | 51° 56' 53" NB, 6° 28' 24" OL | 1509/201  | Olde Wehme                                 |
| Woonhuis                                   |          |           | Spoorstraat 19               | 51° 56' 31" NB, 6° 27' 41" OL | 1509/202  | Woonhuis                                   |
| Woonhuis                                   |          |           | Spoorstraat 21               | 51° 56' 31" NB, 6° 27' 41" OL | 1509/203  | Woonhuis                                   |
| Woonhuis                                   |          |           | Spoorstraat 33               | 51° 56' 27" NB, 6° 27' 37" OL | 1509/204  | Woonhuis                                   |
| Woonhuis                                   |          |           | Spoorstraat 40               | 51° 56' 28" NB, 6° 27' 36" OL | 1509/205  | Woonhuis                                   |
| Huize Pallandt/de Breukelaar               |          |           | Veenweg 14                   | 51° 56' 32" NB, 6° 28' 43" OL | 1509/206  | Huize Pallandt/de Breukelaar               |
| Woonhuis Frisia                            |          |           | Zaagmolenpad 2               | 51° 56' 25" NB, 6° 27' 37" OL | 1509/207  | Woonhuis Frisia                            |

## Voorst
De plaats Voorst kent 9 gemeentelijke monumenten:
| Object           | Bouwjaar | Architect | Locatie             | Coördinaten                   | Nr.      | Afbeelding       |
| ---------------- | -------- | --------- | ------------------- | ----------------------------- | -------- | ---------------- |
| Boerderij        |          |           | Beekweg 1           | 51° 52' 26" NB, 6° 24' 21" OL | 1509/208 | Boerderij        |
| Openluchttheater |          |           | Bosweg 5            | 51° 52' 27" NB, 6° 23' 53" OL | 1509/209 | Openluchttheater |
| Woonhuis         |          |           | Breedenbroekseweg 4 | 51° 51' 58" NB, 6° 26' 15" OL | 1509/210 | Woonhuis         |
| Huize Engbergen  |          |           | Engbergseweg 4      | 51° 52' 35" NB, 6° 23' 31" OL | 1509/211 | Huize Engbergen  |
| Boerderij        |          |           | Engbergseweg 8      | 51° 52' 35" NB, 6° 23' 54" OL | 1509/212 | Boerderij        |
| Boerderij        |          |           | Grensweg 10         | 51° 51' 58" NB, 6° 25' 41" OL | 1509/213 | Boerderij        |
| Boerderij        |          |           | Plantenweg 1        | 51° 52' 10" NB, 6° 25' 49" OL | 1509/214 | Boerderij        |
| Boerderij        |          |           | Stakenborgweg 1     | 51° 52' 39" NB, 6° 24' 51" OL | 1509/215 | Boerderij        |
| Boerderij        |          |           | Stakenborgweg 3     | 51° 52' 40" NB, 6° 24' 57" OL | 1509/216 | Boerderij        |

## Westendorp
De plaats Westendorp kent 2 gemeentelijke monumenten:
| Object            | Bouwjaar | Architect | Locatie             | Coördinaten                   | Nr.      | Afbeelding        |
| ----------------- | -------- | --------- | ------------------- | ----------------------------- | -------- | ----------------- |
| Huize Tandem      |          |           | Doetinchemseweg 135 | 51° 56' 45" NB, 6° 25' 25" OL | 1509/217 | Huize Tandem      |
| Boerderij Halfweg |          |           | Terborgseweg 42-44  | 51° 55' 52" NB, 6° 24' 16" OL | 1509/218 | Boerderij Halfweg |

Aalten · 
Apeldoorn · 
Arnhem · 
Barneveld · 
Berkelland · 
Beuningen · 
Bronckhorst · 
Brummen · 
Buren · 
Culemborg · 
Doesburg · 
Doetinchem · 
Druten · 
Duiven · 
Ede · 
Elburg · 
Epe · 
Ermelo · 
Groesbeek · 
Harderwijk · 
Hattem · 
Heerde · 
Heumen · 
Lingewaard · 
Lochem · 
Maasdriel · 
Montferland · 
Neder-Betuwe · 
Nijkerk · 
Nijmegen · 
Nunspeet · 
Oldebroek · 
Oost Gelre · 
Oude IJsselstreek · 
Overbetuwe · 
Putten · 
Renkum · 
Rheden · 
Rozendaal · 
Scherpenzeel · 
Tiel · 
Ubbergen · 
Voorst · 
Wageningen · 
West Betuwe · 
West Maas en Waal · 
Westervoort · 
Wijchen · 
Winterswijk · 
Zaltbommel · 
Zevenaar · 
Zutphen